# Hyphoderma amoenum
Hyphoderma amoenum är en svampart som först beskrevs av Edward Angus Burt, och fick sitt nu gällande namn av Donk 1957. Hyphoderma amoenum ingår i släktet Hyphoderma och familjen Meruliaceae.   Inga underarter finns listade i Catalogue of Life.